# FA Cup 1931/1932
Padesátý sedmý ročník FA Cupu (anglického poháru) se konal od 5. září 1931 do 23. dubna 1932.
Trofej získal po 8letech a potřetí v klubové historii Newcastle United FC, který ve finále porazil Arsenal FC 2:1.